# Niklas Jonsson
Pour les articles homonymes, voir Jonsson.
Cet article concerne l'ancien fondeur suédois. Pour le pilote automobile suédois, voir Niclas Jönsson.
Niklas Jonsson (né le 31 mai 1969) est un ancien fondeur suédois.

## Palmarès

### Jeux Olympiques
| Épreuve / Édition | Albertville 1992 | Lillehammer 1994 | Nagano 1998 | Salt Lake City 2002 |
| 10 km             | 5e               | 30e              | 25e         |                     |
| Poursuite         | 13e              |                  | 10e         | 28e                 |
| 30 km             | 7e               |                  |             | 36e                 |
| 50 km             |                  | 27e              | Argent      |                     |
| 4 × 10 km         |                  |                  | 4e          | 13e                 |

### Championnats du monde
| Épreuve / Édition | Falun 1993 | Thunder Bay 1995 | Trondheim 1997 | Ramsau 1999 |
| 10 km             |            | 14e              | 30e            | 31e         |
| Poursuite         |            | 11e              | 23e            | 18e         |
| 30 km             | 30e        |                  |                | 15e         |
| 50 km             |            |                  |                | 4e          |

### Coupe du monde
- Meilleur classement final: 11e en 1994.
- Meilleur résultat: 3e.